# Schlern
De berg Schlern of Monte Sciliar, die deel uitmaakt van het gelijknamige natuurpark, is met zijn 2461 meter hoogte een majestueuze verschijning in de Dolomieten. 
De Schlern wordt omsloten door de Seiseralm, Rosszähne en de Rosengartengruppe en ligt vlak bij Siusi allo Sciliar (Seis am Schlern).

De Monte Pez, die deel uitmaakt van de Schlern heeft een top van 2563 meter.